# Jak kočka dostala padáka
Jak kočka dostala padáka (anglicky Puss Gets the Boot) je vůbec první animovaná groteska z pozdější mnohadílné série Tom a Jerry. V amerických kinech měla premiéru 10. února 1940. Zvláštností je, že se zde kocour a myšák jmenují ještě Jasper a Jynx, zatímco v dalších dílech se už jmenují Tom a Jerry. Také kreslená podoba obou zvířecích rivalů se ještě znatelně liší od jejich podoby v pozdějších dílech.

## Děj
Kocour Jasper zde honí myšáka, který se jmenuje Jynx, po chvíli ho napadne, že by mohl na zeď inkoustem namalovat falešnou myší díru a k ní přemístí cedulku s nápisem "Domov, sladký domov", kterou Jynx mívá u svojí díry. Jynx mu na to skočí, snaží se marně dostat do falešné díry, přičemž se omlátí o zeď. Jasper pak sleduje reakce Jynxe, ale po chvíli Jynx využije příležitosti a píchne Jaspera svým drápkem do oka, ten bolestí vyskočí a rozbije dekorativní antický sloup. Toho si všimne jeho panička, která dá mu koštětem za vyučenou a Jasperovi řekne, že jestli něco ještě rozbije, tak půjde z domu. To uslyší Jynx a začne schválně shazovat číše, talíře a jiné nádobí, zatímco Jasper se je snaží chytat. Později, když má náruč plnou vysokého sloupu talířů, šálků a mís, tak se s ním Jynx snaží zatřást, aby Jasperovi vše popadalo, což se také stane, Jasper opět dostane koštětem od svojí paničky a ta ho vyhodí z domu. A Jynx se nyní spokojeně vrací do svojí skutečné myší díry.